# Valvert (eau minérale)
Pour les articles homonymes, voir Valvert.
Valvert est une marque d’eau minérale naturelle du groupe Nestlé, département Waters marketing et distribution. Cette eau prend sa source dans la forêt de Gaume.

## Source
L’eau minérale est captée en Gaume dans la Lorraine belge. Le site est situé dans le massif forestier d'Étalle de 300 ha constitué majoritairement de feuillus.

## Économie
Le site d’embouteillage a été construit sur le versant opposé à celui de la source.
En 1992, la production de bouteille se fait en polytéréphtalate d'éthylène (PET)[réf. nécessaire].
Elle est distribuée principalement en Belgique, au Luxembourg et en Suisse.

## Propriétés et composition analytique
- pH : 7,3
- Résidu sec à 180 °C : 201 mg/l

| Élément      | Formule | Teneur (mg/l) |
| ------------ | ------- | ------------- |
| Bicarbonates | HCO3−   | 204           |
| Calcium      | Ca2+    | 67,6          |
| Chlorures    | Cl−     | 4             |
| Magnésium    | Mg2+    | 2             |
| Nitrates     | NO3−    | 3,5           |
| Potassium    | K+      | 0,2           |
| Sodium       | Na+     | 1,9           |
| Sulfates     | SO42−   | 18            |